# 1981年のNBAドラフト
1981年のNBAドラフトは1981年6月9日にニューヨークにおいて開催された。USAネットワークを通じて生中継された。
ドラフトでは23チーム中、東西両カンファレンスで勝率の最も低かった2チーム（ダラス・マーベリックスとデトロイト・ピストンズ）がコイントスを行い、全体1位指名権が決められた。その結果、ダラス・マーベリックスが全体1位指名権を獲得、ピストンズが全体2位指名権を獲得した。全体3位指名以降は前年の成績順に順番が定められた。このドラフトでは大学で4年間プレーした選手以外に5人の選手がアーリーエントリーを行った。指名は10巡まで行われ223人が指名された。

## ドラフト指名
| PG | ポイントガード | SG | シューティングガード | SF | スモールフォワード | PF | パワーフォワード | C | センター |

| * | バスケットボール殿堂入り      |
| ^ | 現役プレーヤー                |
| S | NBAオールスター               |
| A | オールNBAチーム               |
| R | NBAオールルーキーチーム       |
| D | NBAオールディフェンシブチーム |
| C | NBAチャンピオン               |
| F | ファイナルMVP                 |
| # | NBAでのプレー経験なし         |
| M | シーズンMVP                   |

### 1巡目
| 指名順 | 選手名                       | 経歴      | 国籍                  | 指名チーム                                                           | 出身校など         |
| ------ | ---------------------------- | --------- | --------------------- | -------------------------------------------------------------------- | ------------------ |
| 1      | マーク・アグワイア (G/F/)    | S         | アメリカ合衆国        | ダラス・マーベリックス                                               | デポール           |
| 2      | アイザイア・トーマス (G)     | * S A C F | アメリカ合衆国        | デトロイト・ピストンズ                                               | インディアナ       |
| 3      | バック・ウィリアムズ (F/C)   | S A       | アメリカ合衆国        | ニュージャージー・ネッツ                                             | メリーランド       |
| 4      | アル・ウッド (G/F)           |           | アメリカ合衆国        | アトランタ・ホークス（数チームを経たキャバリアーズの指名権）         | ノースカロライナ   |
| 5      | ダニー・ヴラネス (F)         |           | アメリカ合衆国        | シアトル・スーパーソニックス（ユタ・ジャズの指名権）                 | ユタ               |
| 6      | オーランド・ウールリッジ (F) |           | アメリカ合衆国        | シカゴ・ブルズ（アトランタ・ホークスの指名権）                       | ノートルダム       |
| 7      | スティーブ・ジョンソン (C)   | S         | アメリカ合衆国        | カンザスシティ・キングス（ニックス、スーパーソニックスを経た指名権） | オレゴン州立       |
| 8      | トム・チェンバース (G)       | S A       | アメリカ合衆国        | サンディエゴ・クリッパーズ（ペイサーズの指名権）                     | ユタ               |
| 9      | ローランド・ブラックマン (G) | S         | パナマ アメリカ合衆国 | サンディエゴ・クリッパーズ（ナゲッツの指名権）                       | ユタ               |
| 10     | アルバート・キング (G/F)     |           | アメリカ合衆国        | ニュージャージー・ネッツ（ブレイザーズ、ウォリアーズを経た指名権）   | メリーランド       |
| 11     | フランク・ジョンソン (F)     |           | アメリカ合衆国        | ワシントン・ブレッツ                                                 | ウェイクフォレスト |
| 12     | ケリー・トリピューカ (G/F)   | S         | アメリカ合衆国        | デトロイト・ピストンズ（キングスの指名権）                           | ノートルダム       |
| 13     | ダニー・シェイズ (F/C)       |           | アメリカ合衆国        | ユタ・ジャズ（ロケッツの指名権）                                     | シラキューズ       |
| 14     | ハーブ・ウィリアムズ (F/C)   |           | アメリカ合衆国        | インディアナ・ペイサーズ                                             | オハイオ州立       |
| 15     | ジェフ・ランプ (G/F)         |           | アメリカ合衆国        | ポートランド・トレイルブレイザーズ                                   | バージニア         |
| 16     | ダーネル・ヴァレンティン (G) |           | アメリカ合衆国        | ポートランド・トレイルブレイザーズ（ブルズの指名権）                 | カンザス           |
| 17     | ケビン・ローダー (G/F)       |           | アメリカ合衆国        | カンザスシティ・キングス（キャブス、ニックスを経た指名権）           | アラバマ州立       |
| 18     | レイ・トルバート (F)         |           | アメリカ合衆国        | ニュージャージー・ネッツ（スパーズの指名権）                         | インディアナ       |
| 19     | マイク・マギー (G/F)         |           | アメリカ合衆国        | ロサンゼルス・レイカーズ                                             | ミシガン           |
| 20     | ラリー・ナンス (F/C)         |           | アメリカ合衆国        | フェニックス・サンズ                                                 | クレムゾン         |
| 21     | アルトン・リスター (F/C)     |           | アメリカ合衆国        | ミルウォーキー・バックス                                             | アリゾナ州立       |
| 22     | フランクリン・エドワーズ (G) |           | アメリカ合衆国        | フィラデルフィア・セブンティシクサーズ                               | クリーブランド州立 |
| 23     | チャールズ・ブラッドリー (C) |           | アメリカ合衆国        | ボストン・セルティックス                                             | ワイオミング       |

### 1巡目指名以外の主な選手
| 指名順 | 選手名                         | 経歴 | 国籍           | 指名チーム                                                           | 出身校など                   |
| ------ | ------------------------------ | ---- | -------------- | -------------------------------------------------------------------- | ---------------------------- |
| 24     | ジェイ・ビンセント (F)         |      | アメリカ合衆国 | ダラス・マーベリックス                                               | ミシガン州立                 |
| 28     | ジーン・バンクス (G/F)         |      | アメリカ合衆国 | サンアントニオ・スパーズ（レイカーズ、ブルズ、キャブスを経た指名権） | デューク                     |
| 29     | エディー・ジョンソン (F)       |      | アメリカ合衆国 | カンザスシティ・キングス（ホークスの指名権）                         | イリノイ                     |
| 31     | ダニー・エインジ (G/F)         |      | アメリカ合衆国 | ボストン・セルティックス（クリッパーズの指名権）                     | ブリガムヤング               |
| 35     | チャールズ・デービス (F/C)     |      | アメリカ合衆国 | ワシントン・ブレッツ（ロケッツの指名権）                             | ヴァンダービルト             |
| 43     | エルストン・ターナー (G/F)     |      | アメリカ合衆国 | ダラス・マーベリックス（サンズの指名権）                             | ミシシッピ                   |
| 57     | フランク・ブリコウスキ (F/C)   |      | アメリカ合衆国 | ニューヨーク・ニックス（ブレッツの指名権）                           | ペンシルベニア州立           |
| 61     | ペートゥル・グズムンドソン (C) |      | アイスランド   | ポートランド・トレイルブレイザーズ                                   | ワシントン                   |
| 76     | ルイス・ロイド (G/F)           |      | アメリカ合衆国 | ゴールデンステート・ウォリアーズ（ソニックスの指名権）               | ドレイク                     |
| 85     | ピーター・バーホーベン (F)     |      | アメリカ合衆国 | ポートランド・トレイルブレイザーズ                                   | フレズノ州立                 |
| 171    | 岡山恭崇 (C)                   | #    | 日本           | ゴールデンステート・ウォリアーズ                                     | 住友金属工業（日本）         |
| 179    | ジェイ・トリアーノ (G)         |      | カナダ         | ロサンゼルス・レイカーズ                                             | サイモンフレーザー（カナダ） |
| 210    | トニー・グウィン (G)           | #    | アメリカ合衆国 | サンディエゴ・クリッパーズ                                           | サンディエゴ州立             |
| 216    | ケニー・イーズリー (G)         | #    | アメリカ合衆国 | シカゴ・ブルズ                                                       | UCLA                         |